# 存摺

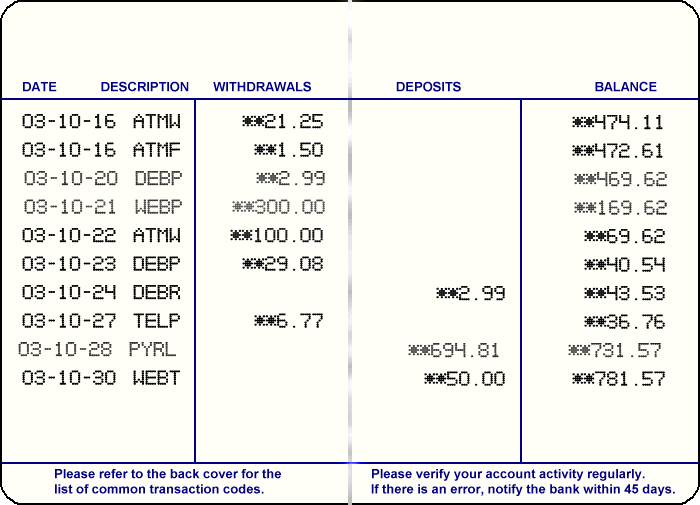
銀行存摺

銀行存摺，或存款簿、儲蓄簿、存款摺，又稱儲金簿、寄金簿仔，是用來記錄帳戶交易的紙製簿子。其面積大小會因不同多家以及銀行機構而不同，可以像支票簿般大小，或護照的大小。
存摺除了用於本國貨幣的帳戶，還可用於外幣的帳戶，甚至證券以及黃金等非貨幣帳戶也會利用存摺。
一般情況，銀行存摺是用於少數量交易的戶口，例如活期存款。在早期的銀行裡面，銀行櫃員會用手寫下交易的日期和款項，最新的存款結餘，並簽下他們的記號或印章。現在客戶則可透過自動櫃員機，自助列印機（類似自動櫃員機），或直接到銀行分行利用小型點陣印表機或噴墨印表機來更新銀行存摺。

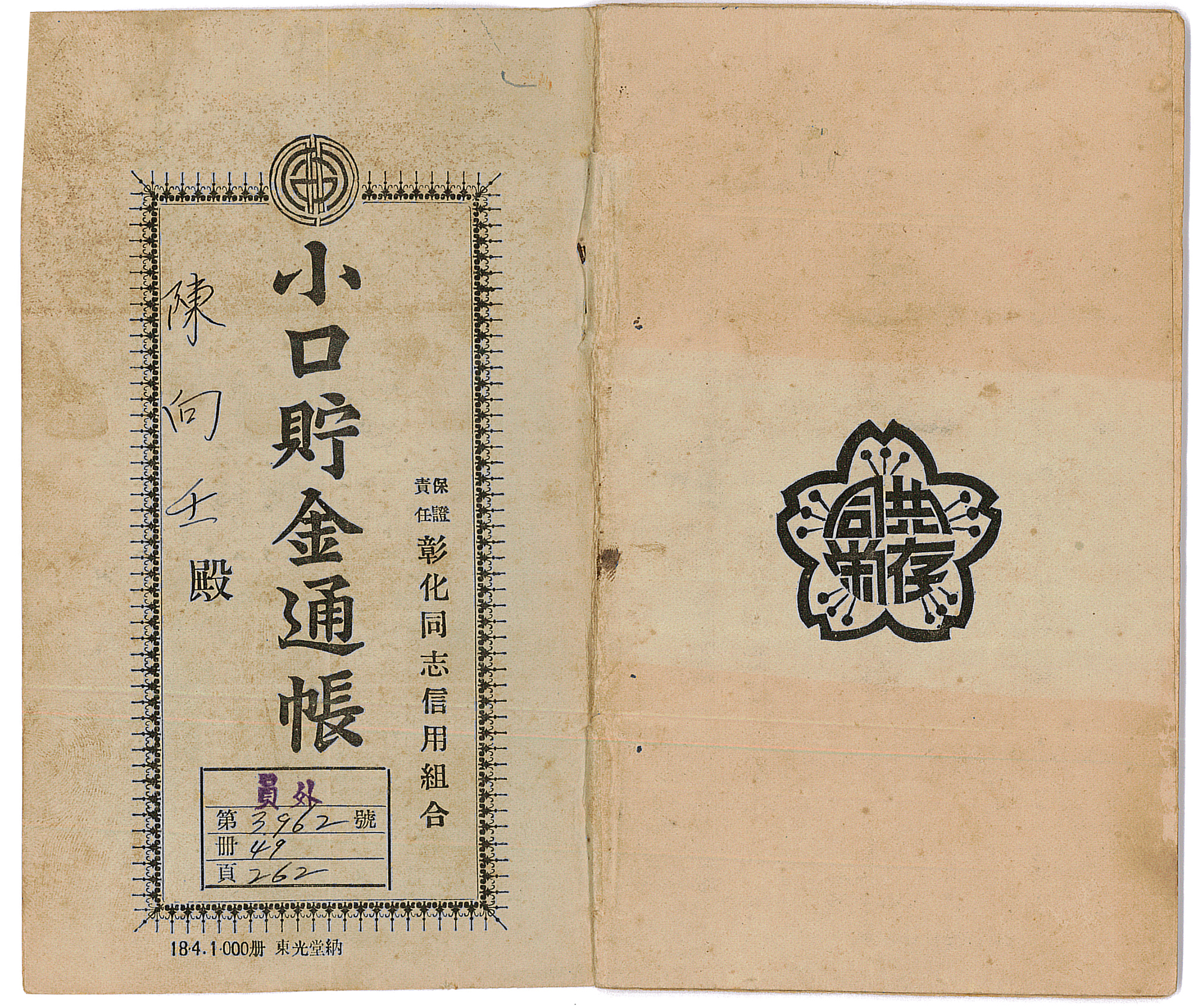
台灣日治時期的信用合作社存摺，當中有標註員外的地主尊稱

有些供應商，例如TallyGenicom，提供了專門用來打印存摺的存摺印表機。這類印表機改善了櫃員機的生產率，提供更快的交易時間，更多的自動功能。
對於那些不喜歡用電話或網上銀行來查看戶口情況的用戶來說，銀行存摺是一個快捷的方法去獲得即時的戶口活動資料，因為不需等待銀行結單。但是，相對於銀行結單，銀行存摺只能提供很少的資料，因為它用短碼代替相關的交易資料，也就是所謂的mnemonic。

## 淡出
部分香港銀行想節省成本，所以在2007年年中滙豐銀行率先停止開立新的銀行存摺戶口，而恒生銀行於2010年停止開立新的銀行存摺戶口。2013年5月，中銀香港亦不再提供存摺戶口服務，只提供結單戶口服務。
中国大陆地区自2011年起，也有部分银行以存折配送不足等为理由，劝导客户办理借记卡以取代存折业务。